# World in Conflict: Soviet Assault
World in Conflict: Soviet Assault est une extension (ou add-on) pour le jeu vidéo de stratégie en temps réel World in Conflict, développée par Massive Entertainment et publié sur PC par Ubisoft le 12 mars 2009,.

## Description
Cette extension permet au joueur de diriger l'URSS dans une toute nouvelle campagne de 6 nouvelles missions. Elle nécessite le jeu original pour fonctionner et aussi de recommencer une campagne pour pouvoir accéder aux missions qui ont été introduites dans la campagne originale.

## Développement
Initialement prévu pour la fin de l'année 2008, World in Conflict: Soviet Assault avait été annulé en août 2008 par Activision Blizzard, qui avait en même temps annoncé la mise en vente de Massive Entertainment. Le studio a néanmoins été racheté par Ubisoft, ce qui a permis de relancer le développement du jeu.

## Accueil
| World in Conflict: Soviet Assault |      |       |
| Média                             | Pays | Notes |
| Gamekult                          | FR   | 5/10  |
| GameSpot                          | US   | 45 %  |
| Jeuxvideo.com                     | FR   | 14/20 |